# マイナンバーカードの利用
マイナンバーカードの利用（マイナンバーカードのりよう）は、マイナンバーカードを用いて実施できる各種手続き等を記すもの。マイナンバーカードは、行政分野のみならず、民間事業でも本人確認手段として幅広く活用されている。

## 行政分野

### オンライン手続のための証明書（電子証明書）として

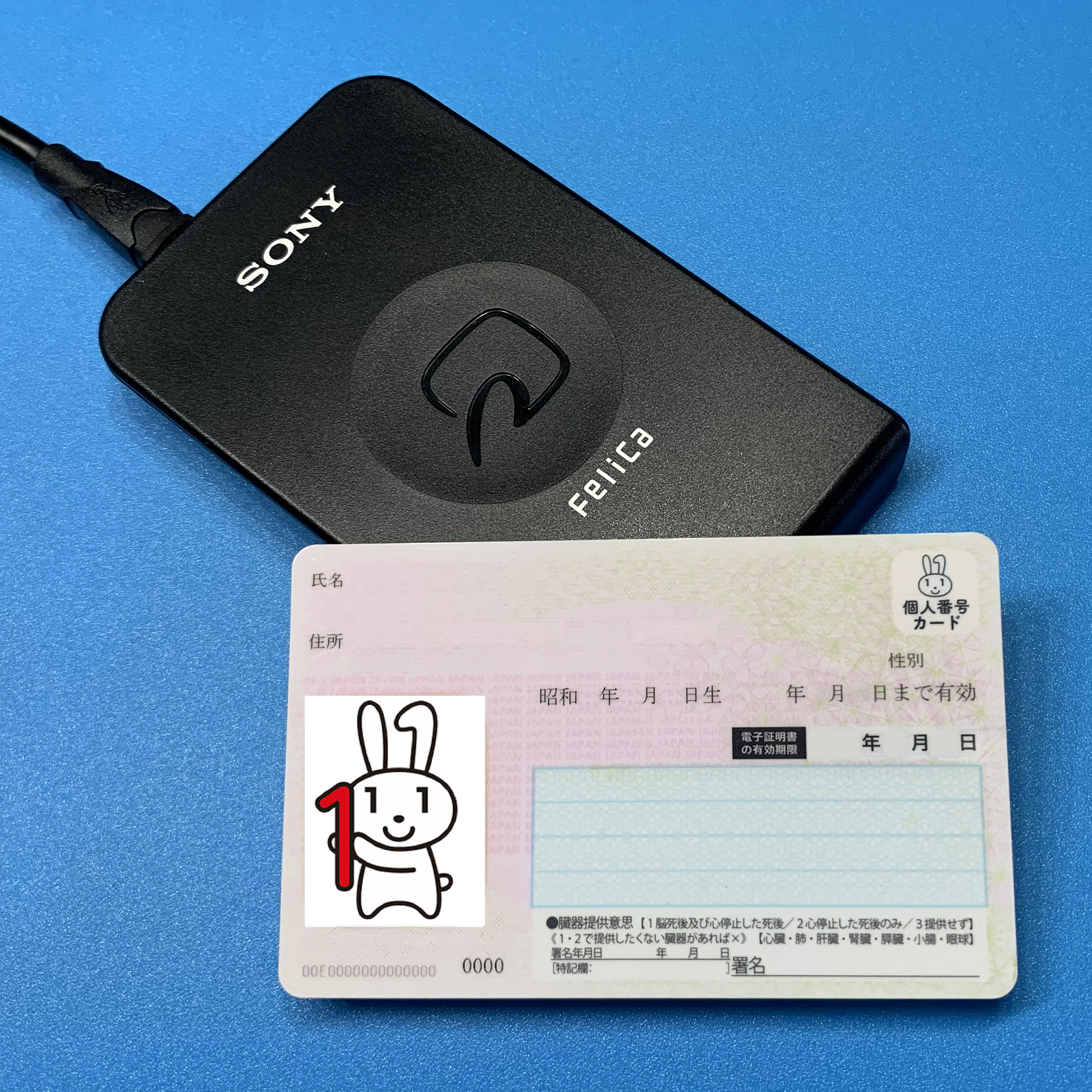
「非接触型 ICカード リーダ/ライタ」と「マイナンバーカード」

オンライン手続において、マイナンバーカードのICチップ内に持つ署名用電子証明書を使用し本人確認を行うことができる。「公的個人認証」と称する。
マイナンバーカードへの署名用電子証明書の格納は任意である。希望しない場合はマイナンバーカード申請時に、ICチップへ格納しないよう選択することが出来る。
公的個人認証は上掲のとおりマイナンバーカードICチップ内の署名用電子証明書を用いるものであり、マイナンバー（個人番号）を入力および使用することは一切ない。

#### マイナポータルでの利用
マイナポータルとは、オンライン申請、マイナンバーと関連づけられた行政機関が持つ情報や行政機関間での情報連携の履歴の取得等ができるサービスである。各種行政手続き（申請）や、世帯・年金・税・医療費などの情報閲覧ができる。
マイナンバーカードは、マイナポータルへのログイン時（利用者証明用電子証明書を使用）および申請実施時（署名用電子証明書を使用）に必要となる。

#### e-Tax（国税電子申告・納税システム）での利用
e-Tax（国税電子申告・納税システム）とは、国税庁が運営するオンラインサービス。国税に関する申告・申請・納税などに利用できる。
マイナンバーカードを使用する方式では、 事前の税務署長への届出や国税電子申告・納税システム用のID・パスワード、 電子証明書の登録などが不要であるが、事前作業として、国税庁の「利用者識別番号（数字16桁）」と「利用者証明用電子証明書」のシリアル番号を紐づける必要がある。この時、納税者は「利用者識別番号（数字16桁）」を意識することはなく、e-Taxへのログインはマイナンバーカードで行うことになり、マイナンバーカード側の「利用者証明用電子証明書」のシリアル番号と、e-Tax側に保存された「シリアル番号」で管理されることになる。

#### e-Taxでのマイナポータル連携（確定申告・年末調整）
確定申告や年末調整で必要となる各種書類について、発行者から電子交付の形で受け取り、マイナポータルを介して申告に用いることが可能。以下の各種書類が電子交付に対応しており、申告書作成時に控除額・納税額等が自動計算され、書類は電子的に添付・提出される。
- 給与所得の源泉徴収票[5] - 源泉徴収票をe-Taxで提出している企業に限る。2027年より給与支払報告書からのマイナポータル連携にも対応[6]
- 公的年金等の源泉徴収票 - 日本年金機構[7]、国家公務員共済組合連合会[8]、警察共済組合[9]、公立学校共済組合[10]、全国市町村職員共済組合連合会[11]、地方職員共済組合[12]、日本私立学校振興・共済事業団[13]、東京都職員共済組合[14]、全国国民年金基金[15]、企業年金連合会[16]、三井住友信託銀行[17]、みずほ信託銀行、三菱UFJ信託銀行[18]、りそな銀行[19]
- 社会保険料控除証明書 - 国民年金保険料[20]、国民年金基金[21]、全国共済農業協同組合連合会（JA共済）[22]、全国生活協同組合連合会（都道府県民共済）[23]、全国労働者共済生活協同組合連合会（こくみん共済）[24]、日本コープ共済生活協同組合連合会（COOP共済）、各種民間保険
- 小規模企業共済等掛金控除証明書 - 個人型確定拠出年金（iDeCo）[25]、小規模企業共済[26]
- 住宅取得資金に係る借入金の年末残高等証明書（住宅借入金等特別控除） - 住宅金融支援機構[27]
- 住宅借入金等特別控除における年末残高調書方式[28] - 融資した金融機関は税務署へ「年末残高調書」を提出している。この内容を個人のマイナポータルへ還元し、住宅借入金等特別控除（住宅ローン控除）に用いるもの。PayPay銀行[29]、住信SBIネット銀行[30]、みずほ銀行[31]、住宅金融支援機構[32]など[33]
- 寄附金控除に関する証明書（ふるさと納税、他） - 各種ふるさと納税ポータルサイト、国連UNHCR協会、国境なき医師団日本、日本ユニセフ協会[34][35]
- 特定口座年間取引報告書 - 証券会社各社[4]
- 生命保険・損害保険における、一時金・満期返戻金・年金の支払調書 - 東京海上日動火災保険[36]

#### サービス・電子申請機能での利用（全体）
サービス電子申請機能（ぴったりサービス）とは、市町村の行政手続きの検索とオンライン申請を行えるもの。
2020年3月31日時点で、1,562の地方公共団体（人口カバー率98.5%）がインターネットでの手続の検索・比較に対応している。子育て分野で937の地方公共団体（人口カバー率74.1%）、介護分野で63の地方公共団体（人口カバー率7.4%）、被災者支援分野で27の地方公共団体（人口カバー率0.9%）が電子申請に対応している。
2024年3月末時点で、子育て・介護関係の26手続をマイナポータルから実施できる自治体割合は、65.4%（1,741自治体中、1,138自治体）。
トラストバンクが運営する「LoGoフォーム」も、マイナンバーカードによる公的個人認証の上で、オンラインでの行政手続きや来庁予約等が可能。2025年7月時点で809の自治体が使用している。
Bot Expressも、マイナンバーカードによる公的個人認証を組み入れた「スマホ市役所」を提供している。2025年4月10日時点で300の自治体が使用している。
東京都江東区では給付金支給業務で、共同印刷および野村総合研究所が提供する公的個人認証を用いたオンライン申請を実施している。
2025年6月19日、NTTデータ関西が運営する行政手続きサービス「e-TUMO APPLY」がxIDと提携し、マイナンバーカードによる公的個人認証を導入。

#### サービス・電子申請機能での利用（給付支援）
2024年2月13日、デジタル庁は、給付金関係の自治体事務を支援する「給付支援サービス」を提供開始した。コロナ禍や物価高騰対策として、行政では様々な給付金を実施している。また2024年の定額減税と給付措置においても、これら給付措置の対象者抽出、申請、給付をオンライン化し、自治体と対象者の負荷軽減を図る。2023年度にまず17自治体、2024年度に計71自治体が導入予定。東京都「018サポート」でも本サービスが用いられている。2024年度補正予算に盛り込まれた給付金でも利用される。

#### 自動車保有関係手続のワンストップサービス（OSS）
自動車保有における、検査登録・保管場所証明（車庫証明）等の行政手続、およびその手続にかかる手数料や税などを納付を、オンラインで実施可能とするもの。2017年4月3日本格開始。

#### 法人設立ワンストップサービスでの利用
法人設立ワンストップサービスとは、法人設立に必要な手続きの検索や申請書類の作成・提出、申請状況の確認などを行えるもの。法人設立ワンストップサービスでは、各行政機関への書類の提出やいくつもの書類で重複している項目の自動入力などを行うことができる。2020年1月20日開始、2021年2月26日対象サービス拡大。

#### 失業認定手続きでの利用
2022年10月1日より、失業認定手続きでマイナンバーカードが利用可能となった。マイナンバーカードを用いて本人確認を行なうことで、受給資格者証への写真貼付や、各種続きにおける受給資格者証の持参が不要となった。

#### デジタル資格者証
デジタル管理対象となった国家資格には「デジタル資格者証」が発行される。当初はPDF形式で提供。2025年春にマイナンバーカード機能がiPhoneへ搭載された際には、デジタル資格者証もWalletで利用可能となる。またマイナンバーカード・マイナポータルを経て住民基本台帳ネットワークシステムと連携し、資格取得や更新手続き等における添付書類の省略が可能となる。2025年5月16日、第217回国会にて対象資格を拡充する改正マイナンバー法が可決成立した。

### 年金関連

#### 企業年金
確定給付企業年金の手続きに関し、公的個人認証を用いたオンライン化が計画されている。

### 自治体サービス

#### MaaS分野での利用
地域のコミュニティバスや乗合タクシー等でICTを用いる、いわゆるMaaS (Mobility as a Service) にマイナンバーカードを用いるケースがある。
2022年11月8日、群馬県前橋市は、マイナンバーカードを交通系ICカードとひも付け、地域交通やコミュニティバスの市民限定割引を提供する「MaeMaaS」を開始した（マイナンバーカードから得る住所情報によって、該当エリアの住民であることを確認している）。2023年3月15日、対象エリアを群馬県全域に拡大し、名称を「GunMaaS」へ改めた。
2023年10月2日、高知県中土佐町は、コミュニティバス等の運賃無料化事業（対象は65歳以上または障害者手帳を持つ町民）において、従来の利用者証に代えて、マイナンバーカードを用いたサービスを開始した。
2024年1月23日、駅探は、自社の「駅探MaaSソリューション」にマイナンバーカードによる認証を組み込んだ。
2024年2月1日、広島電鉄は、同社の新乗車券システム「MOBIRY DAYS」とマイナンバーカードをひも付け、地域住民の運賃割引サービスを開始した。
2024年2月1日、愛知県日進市で、マイナンバーカードを用いて、住民に対する自動運転バスの乗車予約サービスを開始。同市は名古屋鉄道と提携し高齢者へポイント還元事業も実施した。
2024年3月1日、北海道三笠市で「行政MaaS」として “移動市役所” サービスを開始。市民はマイナンバーカードを用いて行政サービスや、災害時にはその支援を受けることができる。
その他、香川県坂出市、山口県周防大島町、福島県福島市など。

#### 地域サービスでの利用
2023年10月、福島県昭和村、岐阜県美濃市で、電子書籍専門の「電子図書館」サービスを開始した。
2023年11月21日、広島県福山市をはじめとした備後圏域6市2町で、休日保育の予約にマイナンバーカードを活用することを発表。
2024年1月17日、富山県朝日町が、マイナンバーカードを用いた、子ども・高齢者の見守りサービス「LoCoPiあさひまち」を開始した。
2024年6月11日、東京都が、独自の給付金事業「018サポート」の申請方法に、 公的個人認証を採用。

#### 防災・災害支援での利用
2023年9月27日、宮城県が女川町を対象地域とした「原子力災害避難支援アプリ」の運用を開始。マイナンバーカードの基本4情報（氏名、住所、生年月日、性別）を活用し、プッシュ通知や避難所受付等を行なうもの。
2023年11月13日、兵庫県養父市が、マイナンバーカードを活用した避難所管理システムの導入を発表。日立製作所のシステムを使用。
2023年10月23日、神奈川県小田原市他複数自治体で、広域災害を想定した避難者支援業務でマイナンバーカードを用いる実証実験を行なった。2024年2月28日には神奈川県庁と横浜市で実証実験を実施。一方、能登半島地震 (2024年)では、2024年1月26日、デジタル庁・防災DX官民共創協議会・JR東日本（東日本旅客鉄道）が共同で、Suicaを利用した被災者情報把握を開始した。JR東日本が、Suicaカード18,000枚とカードリーダー350台を無償提供する。マイナンバーカードを使わないことについて河野大臣は「NFC Type-B対応のカードリーダーが準備できなかった」と述べた。2月7日、石川県志賀町にて開始。Suicaカードの無償提供は21,000枚へ増加。
2024年3月、熊本県熊本市、石川県加賀市が避難所受付アプリの運用を開始。事前にマイナンバーカードから住所、氏名、生年月日、性別を登録する。
その他、茨城県五霞町、富山県立山町、東京都渋谷区、大阪府吹田市、北海道江別市など。
またボランティア管理業務としても利用されている。熊本県熊本市など。

#### デジタル地域通貨
2023年10月2日、石川県珠洲市と北國銀行が、デジタル地域通貨アプリ「トチツーカ」のサービスを開始。利用登録にはマイナンバーカードの署名用電子証明書を用いる。2025年2月3日、石川県全域に展開。
その他、埼玉県さいたま市、熊本県天草市、岐阜県養老町、新潟県長岡市、香川県三豊市など。

#### 自治体から住民への個別通知
xID社の「SmartPOST」を使用し、自治体から住民へ個別通知を実施する。郵送コスト削減に資するもの。
- 岐阜県下呂市 - 就学援助決定通知書、乳幼児健診等の案内、他[132][133][134]
- 北海道上富良野町 - 町議会選挙（2023年8月実施）の投票所入場券[135][136]、第50回衆議院議員総選挙（2024年10月実施）の投票所入場券[137]
- 宮崎県都農町 - 軽自動車税納付通知[138][139]、保育料の決定通知など[140]
- 山形県庄内町 - 住民・職員への会議案内・職員への源泉徴収等[141]
- 鹿児島県鹿屋市 - 子育て関係の案内・通知[142]

その他、静岡県川根本町、岐阜県飛騨市、神奈川県藤沢市、大阪府、青森県おいらせ町、徳島県美馬市、宮城県、和歌山県広川町など

#### 自治体独自のポイント給付事業
大阪府阪南市、愛知県蒲郡市、長崎県、群馬県前橋市、熊本県熊本市、奈良県、香川県東かがわ市

#### 自治体独自企画
宮城県デジタルスタンプラリー、神奈川県藤沢市、三重県広域連合「美村パスポートサービス」、石川県加賀市「e-加賀市民証」

#### 公共施設予約・利用の自動化、無人化
京都府京丹後市、山形県長井市

#### 健康増進事業
宮崎県都農町、岐阜県養老町、宮崎県都城市、青森県むつ市、兵庫県三田市、鳥取県日野町、兵庫県多可町
タニタヘルスリンクとGMOグローバルサインがプラットフォームを提供。

#### 介護DX
介護利用者のマイナンバーカードを介護サービス事業者が読み取り、介護保険の被保険者証情報、負担割合、減免減額認定証等をペーパーレスで取得するもの。宮崎県都城市など

#### 図書館利用登録
東京都町田市

#### 学習プラットフォーム
兵庫県姫路市

#### 総合アプリ・サービス
佐賀県佐賀市、静岡県藤枝市、石川県加賀市、栃木県那須塩原市、長崎県大村市、静岡県袋井市、香川県東かがわ市、東京都、宮崎県宮崎市、熊本県長洲町、熊本県八代市、宮崎県宮崎市

#### 行政評価
2024年8月26日、茨城県つくば市の五十嵐立青市長は、任期満了にあたり、マイナンバーカードを用いた市のスマートフォンアプリから市民に市長の業績を評価・投票してもらい、その評価点に応じて自身の退職金を決定する構想を発表。この構想を実施する特別条例案は、9月17日、つくば市議会総務文教委員会が否決。しかし10月4日、市議会本会議で可決し、投票実施が決定した。11月1日から11日までの期間で実施された。

#### 不在者投票用紙のオンライン請求
2025年7月、第27回参議院議員通常選挙にて、xID社が公的個人認証を経て不在者投票用紙をオンライン請求するシステムを開発。全国8自治体で導入。

### 教育での利用
2020年12月25日閣議決定の「デジタル・ガバメント実行計画」（2020年版）では、GIGAスクール構想の中で学習者のIDをマイナンバーカードと紐付け、転校・進学等における教育データの持ち運び方策を掲げた。2022年度までに検討し、2023年度以降、希望する家庭・学校において実現するとした。
本構想について日本経済新聞は「マイナンバーで学習管理」と、#マイナンバーとマイナンバーカードを混同した記事を発信した。FNNやITmediaはマイナンバーカードと正しく報じ、教育データの持ち運び（ポータビリティ）によって転校時の引き継ぎのデジタル化が進むなど、利点を挙げている。
2023年3月、文部科学省は「学校教育におけるマイナンバーカード活用ガイドブック」を発行。学校教育におけるマイナンバーカードの活用方策案として以下の2ケースを挙げた。
1. 学習者から学校・教育委員会への情報連携 - 入学手続・学籍変更等の事務手続のオンライン化
2. 学校・教育委員会から学習者への情報連携 - 証明書の電子交付、教育データ（学習履歴・成績等）の学習者への連携

上掲の2020年12月に発表した「転校・進学等における教育データの持ち運び方策」は学校・教育委員会間での情報連携であり、個人認証の場面は無く、マイナンバーカードを使う合理性は無いと記載されている。
2025年4月14日、デジタル庁「教育分野の認証基盤の在り方に関する検討会」の第3回会議にて、教育機関や自治体から生徒・保護者への情報伝達における本人確認手段として、マイナンバーカードによる公的個人認証の利用が示された。一方でマイナンバー（個人番号）を用いた各種情報の集約・ひも付けは明確に否定している。5月30日、左記内容を盛り込んだとりまとめを発表した。

### 公金受取口座の登録
2022年3月28日から、マイナンバーカードとマイナポータルを用いて公金受取口座の登録が可能となった。

### インターネット投票
選挙にあたり、マイナンバーカードで本人確認を行ない、投票所へ行かずオンライン（インターネット）上で投票するもの。実現には各種の課題が存在し、公職選挙法等の法改正も伴う。2024年2月15日、デジタル行財政改革の「課題発掘対話」が行なわれた。3月24日、河野太郎デジタル大臣は2028年予定の参議院議員通常選挙から在外日本人のオンライン投票実施を目指すと表明した。

### 外国人在留カードとの一体化
日本に在留資格を持つ外国人は在留カードが交付され、携帯・提示義務がある。2023年版の『デジタル社会の実現に向けた重点計画』において、2025年度にマイナンバーカードと在留カードを一体化することが掲げられている。
2024年2月25日、3月中に出入国管理法改正案を国会へ提出し、2025年度より在留カードとマイナンバーカードを一体にした新たなカードの発行すると報じられた。3月15日、左記内容が閣議決定され、出入国在留管理庁は「出入国管理及び難民認定法等の一部を改正する法律案」を第213回国会へ提出した。改正法案にはマイナンバーカードと一体化した「特定在留カード」の創設が記されている。6月14日、可決、成立。6月21日公布。公布から2年以内に施行。

### 食品ロス対策
食品ロス対策として、消費者庁がコンビニエンスストアと提携し、販売期限を超えた弁当・サンドイッチ等の存在をマイナンバーカードと連携した専用アプリを通してプッシュ通知で知らせる取り組み。2025年1月15日、宮城県で「フードロスクーポン」との呼称で開始。

### 災害支援
災害発生時、マイナンバーカードを用いた避難者支援等が計画されている。2025年8月5日、デジタル庁は災害派遣デジタル支援チーム「D-CERT」を創設した。

## 民間事業

### 公的個人認証サービスの民間利用

#### 概要
マイナンバーカードの署名用電子証明書を用いた本人確認（公的個人認証サービス）は2016年1月に民間開放された。総務大臣の認定を経て利用が可能である。
本サービスはオンライン（非対面）で完結する本人確認方法 (eKYC) として、犯罪収益移転防止法（犯罪による収益の移転防止に関する法律）施行規則第6条1項1号「ワ」、携帯電話不正利用防止法（携帯音声通信事業者による契約者等の本人確認等及び携帯音声通信役務の不正な利用の防止に関する法律）施行規則第3条1項1号「チ」、古物営業法施行規則第15条3項11号で認められた本人確認方法である。本人確認が電子証明書のみで完結し、身分証明書画像、厚みの画像、顔写真等の送信は不要。「本人確認の最上位」とされる。オンライン（非対面）での契約においては将来的に本方式へ一本化することが計画されている。（→ #携帯電話契約での公的個人認証の必須化 を参照）
他のeKYCと異なり、顔や身分証明書の撮影・送信が不要であることから、2023年9月の民間調査では、公的個人認証が本人確認方式の中で最も利用したい方法として挙げられた。
2020年7月10日現在、民間事業者111社（総務大臣認定事業者14社、 総務大臣認定事業者に署名検証業務を委託してサービスを提供している事業者97社）が公的個人認証を使ったオンラインでの本人確認サービスの提供や電子レターの受取り、オンラインでの証券口座開設などのサービスの提供を行なっている。
2025年7月1日時点で公的個人認証サービスの利用は、民間事業者744社（大臣認定事業者23社、同事業者を利用している事業者721社）に拡大している。

#### 公的個人認証の民間活用事例
公的個人認証サービスは、例として下記の用途に用いられている。公的個人認証サービスにマイナンバー（個人番号）は使用しておらず、公的個人認証を用いることでマイナンバーが相手企業へ伝わることは無い。
- 銀行等の預金口座開設 - PayPay銀行[264][265]、全国の信用金庫（しんきん口座開設アプリ）[266]、三井住友銀行 (Olive)[267][268]、山形銀行[269][270]、住信SBIネット銀行[271][272]、長崎銀行[273][274]、北陸銀行[275][276]、みずほ銀行[277][278]、セブン銀行[279][280]、広島銀行[281]、京都銀行[282][283]、秋田銀行[284][285]、千葉興業銀行[286]、岩手銀行[287][288][289]、尼崎信用金庫[290]、金沢信用金庫[291]、栃木銀行[292][293][294][295]、七十七銀行[296][297]、佐賀銀行[298][299]、西武信用金庫[300]、みんなの銀行[301][302]、ゆうちょ銀行[303]
- 銀行の証券口座開設 - みずほ銀行[304][305]、あおぞら銀行[306]、JAバンク[307]、岩手銀行[308]、京葉銀行[309]、大垣共立銀行[310][311]、栃木銀行[292][312]
- 銀行等の諸手続 - 百五銀行（振込限度額の引き上げ）[313][314]、千葉銀行（限度額以上の振込時の本人確認）[315]、蒲郡信用金庫（ローン、住所変更）[316]、東北銀行（ローン契約）[317]、北陸銀行（住所電話番号、名義の変更）[318]、北海道銀行（住所、電話番号、名義の変更）[319]、北九州銀行（住所電話番号変更、ATM限度額変更、暗証番号変更）[320]、東北銀行（インターネットバンキングでの資金移動）[321]
- 証券会社の口座開設 - 野村證券[322][323]、三菱UFJ eスマート証券[324]、大和コネクト証券[325]、三菱UFJモルガン・スタンレー証券[326]、FFG証券[327]、SBIネオトレード証券[328]、アイザワ証券[329][330]、マネックス証券[331][332][333]、SBI証券[334][335]、Woodstock[336]、九州FG証券[337][338]、SMBC日興證券[339][340]、サクソバンク証券[341][342]、moomoo証券[343][344]、大和証券[345][346]、PayPay証券[347][348][349]、岡三証券[350]、楽天証券[351]
- 投資一任会社・投資一任契約の証券口座開設 - スマートプラス[352]（今村証券、岩井コスモ証券、第四北越銀行、ニッセイアセットマネジメント、碧海信用金庫、ファイナンシャルスタンダード、オカネコ、三菱UFJアセットマネジメントなどが利用）
- FX取引の口座開設 - GMOクリック証券[353]、LINE証券[354]、SBI FXトレード[355]、DMM FX[356][357]、en:StoneX Group Inc.[358]、LINE FX[359][360]
- ロボアドバイザーの口座開設 - SUSTEN[361]
- QRコード決済アカウント - メルペイ[362]、PayPay[363]、d払い[364]、au PAY[365]、LINE Pay[366]、J-Coin Pay[367]、イオンウォレット（AEON Pay）[368]、Wesmo![369][370][371]、ファミペイ[372]、支払秘書[373]
- ウォレットアプリ（カード） - Kyash[374]、シャトルペイ[375]
- ポイントサービス - VポイントPay[376][377]
- オンライン決済サービス - ウェルネット[378]
- 暗号資産口座開設 - LINE BITMAX[379]、GMOコイン[380]、Bitbank[381]、SBI VCトレード[382]、Coincheck[383]、楽天ウォレット[384]
- 暗号資産管理 - AokiAppウォレット[385]
- 商品CFD取引サービスの口座開設 - TakaTrade[386]
- クラウドファンディング - LEVECHY[387][388]
- 住宅ローン契約 - 三菱UFJ銀行[389][390]、日本住宅ローン[391]
- クレジットカード契約 - クレディセゾン[392]、三井住友カード[393][394]、ナッジ[395]、イオンカード[396][397]、PRESIDENT CARD[398]、B/43[399]、JC&G[400]、楽天カード[401]
- クレジットカードの手続 - イオンカード（電話番号変更）[402]
- 消費者金融契約 - SMBCコンシューマーファイナンス（プロミス）[403]
- カードローン・スマホローン契約 - dスマホローン[404]、LINEポケットマネー[405]
- 信用情報照会 - 日本信用情報機構[406]
- 生命保険契約 - 太陽生命保険[407][408]、大樹生命保険[409][410]、日本生命保険[411][412]、住友生命保険[413]
- 損害保険契約 - 東京海上日動火災保険[414][415][416]
- 携帯電話契約 - OCNモバイルONE[417][418]、LinksMate[419][420]、日本通信[421][422]、NTTドコモ[423][424]、USEN PHONE[425]、au (povo)[426][427][428]、ソフトバンク[429][430][431]
- 050通話アプリ - LaLa Call[432]、SUBLINE（サブライン）[433]
- インターネットアカウント - dアカウント（NTTドコモ）[434]
- 電動キックボードシェアリングサービス - Luup[435][436]、かがわDX Lab[437][438]
- 中古品買取サービス - じゃんぱら[439][440]、ラクウル[441]、ReYuu[442]、オークネット[443]、山徳[444]、PartnerSuccessパスポート[445]
- 不動産取引 - 野村不動産ソリューションズ[446][447]
- 自治体サービス - LINE公的個人認証サービス[448][449]（LINE PayからLINEヤフーへ事業移管[450][451]）：東京都渋谷区、文京区、町田市など33自治体（2023年7月末時点）[452]で採用
- ふるさと納税でのワンストップ特例制度の申請
  - ふるさと納税ポータルサイトによるサービス - さとふる[453]、ふるなび[454]、ふるさとチョイス[455]
  - ワンストップ特例申請専門サービス - IAM（アイアム）[456][457]、自治体マイページ[458]、ふるさとPASS[459]
- マイクロチップを用いた公的個人認証 - Quwak[460]
- 地域コミュニティアプリ - common[461]
- 預金型ステーブルコイン - トチカ[462][463]
- マッチングアプリ - Pairs[464][465][466]、ブライダルネット[467][468]、マリッシュ[469]（独身証明書の電子認証は #マッチングアプリでの利用 を参照）
- レンタルモール - エアクロモール[470]
- ヘルスケア - TIS[471]
- 転居登録 - 日本郵便「e転居」[472]
- 株主優待 - 楽天グループ[473]
- チケット販売・二次流通（リセール） - Tixplus[474]
- スキマバイト - タイミー[475]
- 競輪（インターネット投票） - DMM競輪[476]
- 知的財産管理プラットフォーム - かるれっと[477]

### 失効情報の利用
J-LIS（地方公共団体情報システム機構）は、電子証明書の「失効情報」を主務大臣が認定した民間事業者へ提供している。証明書失効リスト（Certificate Revocation List, CRL）を提供する方式と、Online Certificate Status Protocol (OCSP) を用いる方式が整備されている。失効ステータスは以下の4種類が存在する。
1. affliationChanged : 「死亡」または 「海外転出」（左記のどちらであるかは判別できない[注 7]）
2. cessationOfOperation : 「カード紛失」または「海外転出」
3. Superseded : 「証明書更新」（基本4情報（氏名、生年月日、性別、住所）の変更）
4. certificateHold : 「カード紛失」

これにより、1.affliationChangedのステータスだった電子証明書所持者は死亡している可能性があること、3.Supersededのステータスだった所持者は住所を変更した可能性があること（同ステータスでない場合は住所変更をしていないこと）が判断できる。これを用いて、事業者は失効情報をJ-LISが管理するシステムへ随時照会し、顧客の生死や住所変更有無を得ることができる。3.Supersededについては基本4情報が “変更された” 事実が分かるまでであり、変更後の住所自体を得ることはできない。住所自体を得るには後掲の #最新の利用者情報（4情報）提供サービス の利用が必要。

#### 失効情報の活用事例
生命保険事業者が、J-LISが持つ失効情報を定期的に確認し、死亡の可能性がある顧客を抽出。個別連絡を行ない死亡保険金の受取り漏れを防ぐ。年金保険受給者に対しては、生存確認が出来るため現況届の提出省略が可能。日本生命保険、明治安田生命保険、大同生命保険、太陽生命保険、富国生命保険、かんぽ生命保険などが実施している。
2025年7月3日、そうそうが、失効情報を用いた「デジタル逝去判定」サービスを開始した。

### 最新の利用者情報（4情報）提供サービス
2023年5月16日、個人顧客の最新の4情報（氏名、生年月日、性別、住所）を、J-LIS（地方公共団体情報システム機構）へオンライン照会し取得できるサービスが始まった。事前に署名用電子証明書を用いた顧客本人の同意が必要。一度同意を行うと10年間有効となり、その間、企業は顧客の最新の「氏名、生年月日、性別、住所」（住民票記載のもの）を何度でも取得可能となる。自身の同意状況は「JPKI利用者ソフト（利用者クライアントソフト）」から照会でき、いつでも取り消し可能である。一般企業（サービスプロバイダという）が基本4情報「氏名、生年月日、性別、住所」を取得するには、プラットフォーム事業者（野村総合研究所、日立製作所、NTTデータ、サイバートラスト、ポケットサイン、ダブルスタンダード、TOPPANエッジ、日本電気、クラウドシップ、シフトセブンコンサルティング、ICTまちづくり共通プラットフォーム推進機構）を経由してJ-LISから取得する。2025年3月時点で22の事業者が、最新の4情報提供サービス利用している。
一連の住民基本台帳法の改正で、住民票を他人が取得し「氏名、生年月日、性別、住所」を調べることはほぼ不可能になったのに対し、このサービスでは「正当な理由」を問われることなく、一度同意があれば、住民票記載の「氏名、生年月日、性別、住所」を何度でも企業が取得できる点が対照的である。
租税特別措置法は、2018年開始のつみたてNISAおよび2024年開始のいわゆる「新しいNISA」に関して、口座開設から10年後、およびそれ以降5年ごとに、金融機関が顧客の現住所を確認することを義務付けている。これを当サービスで実現できるよう、新しい資本主義実現会議が取りまとめた「新しい資本主義のグランドデザイン及び実行計画2023改訂版」（2023年6月16日閣議決定）に記載されるとともに、金融庁は2024年度税制改正要望に掲げた。
2023年9月13日、全国地方銀行協会は「生活基盤プラットフォーム（仮称）」と称する、「本人同意に基づく基本4情報提供サービス」を組み込んだワンストップサービス構想を発表した。2024年7月29日、地銀協はTOPPANエッジ、NTTデータと連名で「生活基盤プラットフォーム」を2025年2月中にサービス開始すると発表した。同年10月16日、計画の延期を告知した。
また東京海上日動火災保険、明治安田生命保険、ジブラルタ生命保険、かんぽ生命保険も、氏名・住所の変更追跡に利用している。

### 携帯電話契約での公的個人認証の必須化
2023年3月17日、内閣官房主催の「犯罪対策閣僚会議」で「SNSで実行犯を募集する手口による強盗や特殊詐欺事案に関する緊急対策プラン」を決定。その中で携帯電話契約について「非対面の本人確認においてマイナンバーカードの公的個人認証機能の積極的な活用を推進する」と記した。
2023年6月9日、2023年版『デジタル社会の実現に向けた重点計画』を閣議決定。犯罪収益移転防止法（犯罪による収益の移転防止に関する法律）、携帯電話不正利用防止法（携帯音声通信事業者による契約者等の本人確認等及び携帯音声通信役務の不正な利用の防止に関する法律）に基づき、銀行の預金口座開設や携帯電話契約に関して以下のとおり改めるよう述べている。
- 非対面での本人確認手法を、マイナンバーバーカードを用いた公的個人認証に一本化
- 運転免許証等を送信する方法や、顔写真のない本人確認書類による方法を廃止
- 対面でも公的個人認証による本人確認を推進し、本人確認書類のコピーを取らないこととする

2024年2月6日、総務省にて「ICTサービスの利用環境の整備に関する研究会」を開催。配下に「不適正利用対策ワーキンググループ」を設け、携帯電話契約における公的個人認証活用の検討を始めた。4月15日、同ワーキンググループの第3回会議にて、身分証画像を送信する方式（携帯電話不正利用防止法施行規則第3条1項1号「ハ」）と、身分証の写しを郵送する方式（携帯電話不正利用防止法施行規則第3条1項1号「ヘ」）の廃止が示された。11月29日、「不適正利用対策に関するワーキンググループ報告書」を公表した。
2024年6月18日、「犯罪対策閣僚会議」にて『国民を詐欺から守るための総合対策』を決定。その中で、携帯電話契約における本人確認方法として下記の方針を掲げた。6月21日閣議決定の2024年版『デジタル社会の実現に向けた重点計画』でも、同じ内容を掲げている。
- 非対面での契約（WEB等での契約） - 原則としてマイナンバーカードの公的個人認証に一本化
- 対面での契約（ショップ等での契約） - マイナンバーカード等のICチップ情報の読み取りを義務付ける。マイナンバーカードの他、運転免許証や在留カードのICチップ読み取りでも可能[526][527]

2025年1月27日、2023年版『デジタル社会の実現に向けた重点計画』の内容を取り込んだ携帯電話不正利用防止法施行規則改正について意見募集を開始（2024年版の内容は含まれていない）。2025年4月1日公布、2026年4月1日施行。
2025年版『デジタル社会の実現に向けた重点計画』では、対面でのICチップ情報の読み取り義務化を2027年4月1日から開始すると明記した。

### 預金口座開設でのICチップ読取の必須化
上掲の2023年版『デジタル社会の実現に向けた重点計画』では、銀行の預金口座開設においても公的個人認証またはICチップ読取の必須化を掲げている。2025年2月28日、犯罪収益移転防止法施行規則改正の意見募集を開始。本内容を取り込んだもの。2025年6月24日公布、2027年4月1日施行。2025年7月、金融庁は金融機関に対し、2027年4月の施行期限を待たず速やかに実施するよう要請した。
2025年版『デジタル社会の実現に向けた重点計画』では、対面でのICチップ情報の読み取り義務化を2027年4月1日から開始すると明記した。
これら施策により、将来的にICチップを内蔵した身分証（マイナンバーカード、運転免許証、在留カード）以外では、対面・非対面とも上掲の契約行為は不可となる。

### ICチップ情報の利用
マイナンバーカードの #暗証番号、パスワード を使わず、照合番号Bを用いてICチップ内の情報を取得し（個人番号は取得不可）、本人確認や申請事項（氏名、生年月日、住所等）の記載支援に使うケースがある。

#### 本人確認としての利用
ICチップ情報を用いた本人確認は、公的個人認証サービスと同様に、犯罪収益移転防止法（犯罪による収益の移転防止に関する法律）施行規則第6条1項1号「ヘ」、携帯電話不正利用防止法（携帯音声通信事業者による契約者等の本人確認等及び携帯音声通信役務の不正な利用の防止に関する法律）施行規則第3条1項1号「二」、古物営業法施行規則第15条3項9号で、それぞれ認められている。
オンライン（非対面）で完結する本人確認方法（eKYC）は、利便性向上（確認期間短縮、郵送負担軽減等）の観点から、2018年以降順次、規則の改正が行われた。なお公的個人認証サービスによる本人確認は、下記の3規則ともマイナンバーカード創設前から認められている。
- 2018年9月14日 - 古物営業法施行規則改正[543][544]
- 2018年11月30日 - 犯罪収益移転防止法施行規則改正[545][546][547]
- 2020年4月1日 - 携帯電話不正利用防止法施行規則改正[548][549]

本方式の利用時は公的個人認証と違い、署名用電子証明書用暗証番号（英数字6 - 16桁）が不要である。一方で、ICチップ情報と合わせて本人の顔情報を事業者へ送信する必要がある。

#### ICチップ情報による本人確認の活用事例
- 楽天銀行[551][552]、ゆうちょ銀行[553][554][555][556]、d払い[557][550]、dアカウント[558]、Bitbank[559]、GMOコイン[380]、Payどん[560]、カラオケまねきねこ[561]、auじぶん銀行[562][563]、LINEポケットマネー[564][565]、バンドルカード[566]、NTTドコモ「ahamo」[567][568]、奄美信用組合[569][570]
- セブン銀行ATMのカード読取・本人確認サービス「+Connect」[571][572][573]を用いた提携銀行の口座開設や諸手続き（セブン銀行[574]、東日本銀行[575]、群馬銀行[576]、北陸銀行[577][578]、千葉銀行[579]、福井銀行[580]、沖縄銀行[581]、広島銀行[582][583]、静岡銀行[584]、七十七銀行[585]、池田泉州銀行[586]、京葉銀行[587]、京都銀行[588][589]、愛媛銀行[590]、北洋銀行[591]、名古屋銀行[592][593]、あいち銀行[594]、常陽銀行[595]など）

#### 記載支援としての利用
ICチップ情報を、法定の本人確認ではなく、氏名・生年月日・住所等の記載支援（自動入力）として使用するものもある。
- 三菱UFJ銀行[596]、郵便局（e転居）[597][598]

### マイナポータルAPI
本人の同意の下、マイナポータルAPIを用いて行政機関が持つ各種情報（住所、医療、税・所得、障害手帳情報など）をサービス提供事業者と連携し、当該サービスに利用することが可能。

### 利用者証明用電子証明書の民間利用
公的個人認証で用いられる署名用電子証明書と英数字6〜16文字のパスワードに代わり、利用者証明用電子証明書と数字4桁の暗証番号を用いて本人認証を行なうもの。従来はマイナポータルやe-Tax等、行政サービスでのみ使用されていた。2023年10月31日、2024年度より民間利用も可能とする方針が報じられた。

### セルフレジでの年齢確認（酒・たばこ販売）
コンビニエンスストア各社も加盟する日本フランチャイズチェーン協会は、セルフレジでの酒・たばこ販売を可能とするため、2022年11月30日、デジタル庁が主催する「デジタル臨時行政調査会作業部会（第16回）」へ「デジタル技術を活用した酒類・たばこ年齢確認ガイドライン」の案を提示し、2023年1月31日、同ガイドラインを策定した。
ガイドラインでは、大きく下記2つの方式を挙げている。
1. 公的身分証明書読取方式 - マイナンバーカードや運転免許証の実物を、店舗のセルフレジに併設したカードリーダーへ挿入。券面に記載された生年月日をOCR技術で読み取り、購入者の年齢を判断する（ICチップ情報は使用しない）[602][603]。当人認証（購入者がカードの持ち主自身であるか）は、セルフレジの監視カメラ等で別途人間が遠隔確認する。この方式は2021年頃より、運転免許証を用いた方法で実証実験が開始されている[604][605]。
2. スマートフォンアプリ方式 - コンビニエンスストアや業界団体がスマートフォンアプリを開発し、あらかじめマイナンバーカードの電子証明書から生年月日情報を得る（電子証明書読取時に暗証番号が必要であり、暗証番号を入力したことで当人認証も済ませた形になる）。購入時は、生年月日確認済みのスマートフォンアプリからバーコード等を表示し、セルフレジにそれを読み取らせることで購入者が20歳以上の者であることを証明する。購入時にマイナンバーカードの実物は不要である。

コンビニエンスストア業界では、1)の公的身分証明書読取方式による実証実験を進めていたが、専用のカードリーダー等が高価であり、普及していない。2023年6月27日、デジタル庁と日本フランチャイズチェーン協会は協定を締結し、2)のスマートフォンアプリ方式の実証実験を進めることとした。
2025年3日14日、マイナンバーカード機能をスマートフォンのウォレットへ搭載した想定で、年齢確認のデモンストレーションを実施。国際規格mdoc形式に準拠し、「年齢区分（20歳以上か否か）」のみを送信している。氏名、住所、生年月日等は送信されない。穂坂泰デジタル副大臣が参加。

### カジノ施設への入場管理
2018年7月20日、第196回国会において特定複合観光施設区域整備法（IR整備法、IR実施法）が可決成立。同法ではギャンブル依存症対策としてカジノ施設への入場回数を制限する条項を設けており、その確認方法として国内の住民に関してはマイナンバーカードを提示し署名用電子証明書によって確認することが明記されている。国内に住所を持たない日本人・外国人は、パスポートにて本人確認を行なう。

### エンタメ領域での利用
チケットの不正転売防止（本人確認）、酒類の適正販売（年齢確認）、会場運営の業務効率化（本人確認）等を目的として、エンターテインメント領域におけるマイナンバーカードの利用が始まっている。
2023年9月5日、デジタル庁、ぴあ、ドリームインキュベータの3者が共同で推進することを発表。9月16日開催『Surf in MUSIC in 北泉』、9月30日・10月1日開催『PIA MUSIC COMPLEX 2023』、2024年1月20日・21日開催『マサラーフェス2024』にて、ドリンク引換の年齢確認にマイナンバーカードを用いる実証実験を行った。2023年12月2日・3日開催『秋ヶ瀬の森バイクロア13』、2024年2月3日・4日開催『アイスキャンディフェスティバル』にて、入場者の本人確認にマイナンバーカードを用いる実証実験を行った。
2024年3月2日開催の『第38回 マイナビ 東京ガールズコレクション 2024 SPRING／SUMMER』では、チケット販売・専用レーン入場でマイナンバーカードを用いる実証実験を実施。
2024年11月1日・11月9日、Jリーグ公式戦にて実証実験を行なった。マイナンバーカード提示者の住所を読み取り、ホーム／アウェーを識別し記念品を進呈する。
2025年1月17日、3月以降に開催するハロー! プロジェクト、モーニング娘。関連のライブイベントで、マイナンバーカードを用いた不正転売防止・業務効率化の実証実験を行なうと発表。3月21日、穂坂泰デジタル副大臣が視察。マイナンバーカードはチケット購入時に使い、当日の会場入場時はQRコードと顔認証で本人確認を行なう。
2025年4月12日、深夜イベント「SYNCHRONICITY’25 MIDNIGHT」にて、マイナンバーカードのICチップ読取による年齢確認（20歳以上であること）を行なった。

### ゴルフ場での利用
受付業務の簡素化・省人化、またゴルフ場利用税の課税対象年齢確認（同税の課税対象は18歳以上、70歳未満の者）等をマイナンバーカードの認証によって行なう。
2024年8月8日、デジタル庁はゴルフダイジェスト・オンラインと提携し、インターネット予約サイトおよび全国4ヶ所のゴルフ場で実施することを発表した。技術的には、マイナンバーカードの顔認証や「かざし認証」を用いる。

### オンライン薬局での利用
マイナ保険証では、保険資格確認や診療・処方情報取得の手段として、据え置き型の顔認証カードリーダーの他に、「マイナ在宅Web」というWebサービスが提供されている。在宅医療・訪問看護・オンライン診療など、顔認証カードリーダーを使用できない場面での利用が想定され、オンライン薬局もその一形態である。
2024年11月18日、Amazonが提供する「Amazonファーマシー」が、オンライン薬局として上掲の仕組みを初めて採用した。

### 学生の通学証明書
学校が学生に対し通学証明書を発行し学生がそれを用いて交通機関で通学定期券を購入する手続き一連を、デジタル化・オンライン化するもの。学校はマイナンバーカードで本人確認を行ないVerifiable Credentials (VC) の形態で「デジタル通学証明書」を発行する。鉄道事業者はオンライン上でデジタル通学証明書を確認し、通学定期券を発行する。2025年3月24日、大阪大学・JR西日本・国立情報学研究所・OpenIDファウンデーションジャパンが実施。左記の仕組みにはデジタル認証アプリも用いる。同年4月28日、大阪大学・大阪モノレール・NECが実施。

### 卒業証明書、成績証明書
学校を卒業した者が卒業証明書・成績証明書を求める際、マイナンバーカードを用いて本人確認し、コンビニ交付を行なうもの。2025年4月22日、佐賀大学が実施。

### マッチングアプリでの利用
マッチングアプリにおいて、公的個人認証を用いた簡単かつ厳格な本人確認、また「独身証明書」の電子的提示・認証が進められている。2025年6月19日、デジタル庁と恋愛・結婚マッチングアプリ協会が「マッチングアプリサービスにおけるマイナンバーカード活用等に関する協定」を締結した。マイナンバーカード・マイナポータルを用いて、既に導入済みの独身証明書の他、所得証明等において公的な情報を利用し信頼性向上を図る。

#### 本人確認
2024年9月10日、デジタル庁と警察庁は詐欺被害防止策としてマッチングアプリ事業者へ活用を要請した。その後、複数のサービスが公的個人認証を導入している。（ #公的個人認証サービスの民間利用 を参照）

#### 独身証明書
2024年8月、マイナンバーカードを使いマイナポータルAPIを介して戸籍情報が取得可能となり、独身証明書も電子情報として提示・認証が可能となった。6月18日、河野太郎デジタル大臣は、詐欺対策としてマッチングアプリ事業者への導入を呼び掛けた。2025年4月30日、サイバーエージェントグループのタップルが初導入。

### 年齢確認での利用
マイナンバーカードの中で、年齢情報のみを利用することも可能。2025年8月10日、モバイルバッテリーレンタル「ChargeSPOT」が、22歳以下の者への割引サービスとして利用開始した。日本初の年齢確認の取組み。

## 官民共用

### 個人番号を証明する書類として
カードの裏面は、利用目的に沿った場合に個人番号を利用できる者へ直接提示し、マイナンバーカード表面と裏面の情報を併せて郵送や電子データで通知することで、所有者のマイナンバーを証明することができる。

### 公的身分証明書として
カードのおもて面は、証明写真付きの公的身分証明書として官公庁や民間で使用可能である。
マイナンバーカードは、取得に1万円以上の費用がかかるパスポート（日本国旅券）や、年齢制限があり取得に最低数千円（原動機付自転車や小型特殊自動車免許含む）の費用を要し、なおかつ運転免許試験場で試験を受け合格する必要がある運転免許証に比べて、年齢制限無く無料で取得可能である点に公的身分証明書としての利点がある。

## 空き領域の活用
マイナンバーカードには、住民基本台帳ネットワークシステムや公的個人認証などに利用する領域以外に、空き領域として、市区町村が住民のために利用することができる「地域住民向け領域」や行政機関、都道府県、市区町村、民間事業者その他の者が利用することができる「拡張利用領域」が確保されている。

### 市区町村独自サービスの利用者カードとして
市区町村での条例を定めることで、戸籍抄本・住民票の写し・印鑑登録証明書・納税証明書などを、コンビニエンスストアのマルチメディアステーションで発行すること、図書館などを利用するために必要な情報をマイナンバーカードのICチップに記録することができる。

### タクシー運賃補助事業
群馬県前橋市は、移動困難者（高齢者・障害者・妊産婦等を想定）を対象に、タクシー運賃補助事業を行なっている。過去は紙のタクシーチケットを配布していたが、2022年度からマイナンバーカードを用いた方式に一本化した。これはマイナンバーカードの空き領域を使用し、市役所で空き領域に回数券情報を初期登録。タクシー乗車時に、タクシーに設置のNFCリーダー・ライターにてマイナンバーカード内の回数券情報を順次減算更新する。利用情報はタクシー会社から市役所へ送信され、市からタクシー会社へ運賃相当額が支払われる。行政DX（紙の利用券取扱事務の軽減と利用者の利便性・簡便性の向上）に資する取り組みとして、デジタル田園都市国家構想の好事例に挙げられている。
その他の自治体でのタクシー運賃補助事業 - 2023年4月1日、徳島県神山町。2023年10月17日、三重県大紀町。12月11日、山形県尾花沢市。2024年4月、福島県福島市。2024年6月1日、大阪府門真市。2025年1月31日、東京都青梅市。

### 選挙投票所受付
新潟県三条市

### 見守りサービス
島根県美郷町

### 国家公務員身分証として

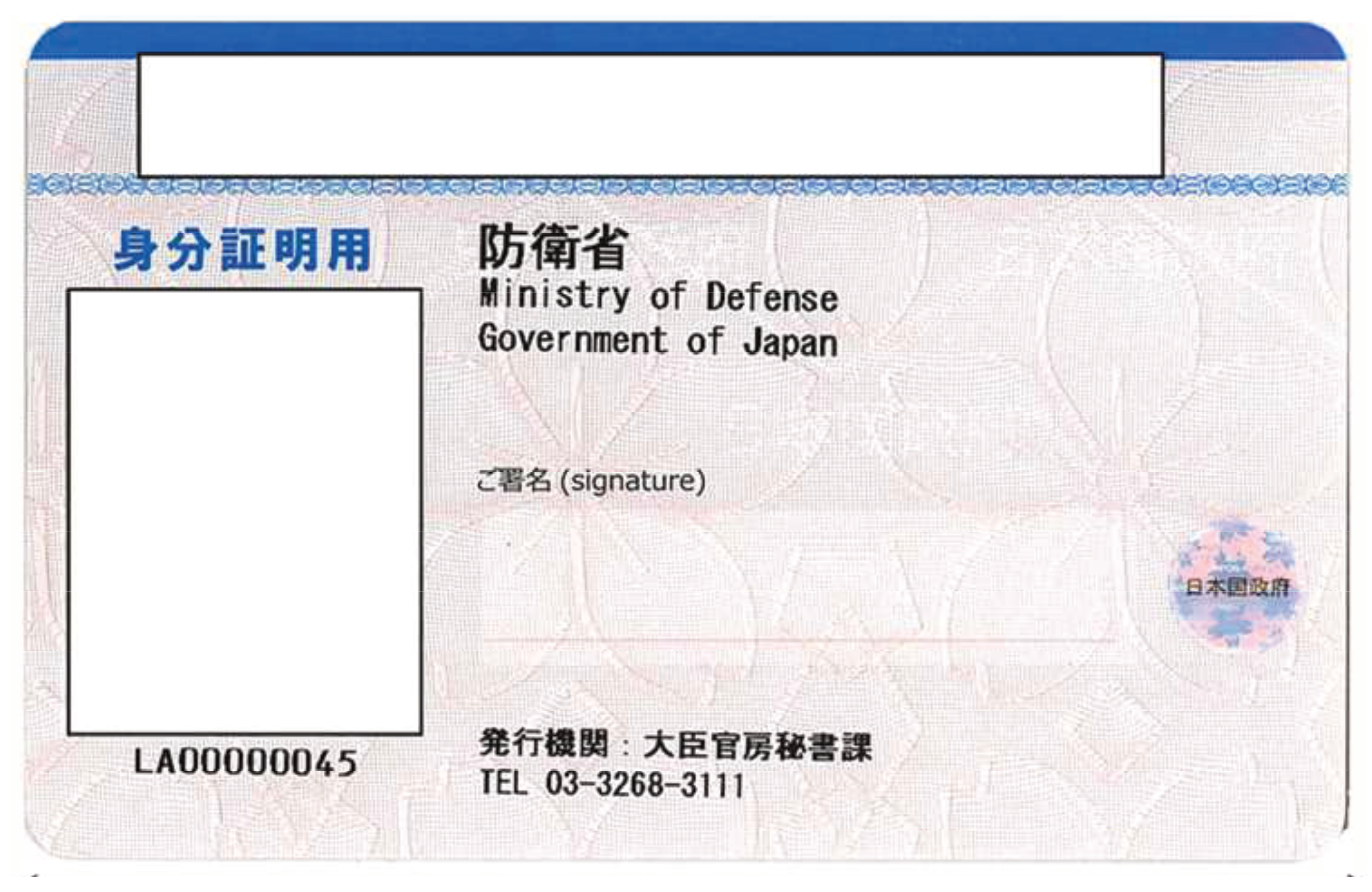
マスキングカード(防衛省)

国家公務員のうち、セキュリティーゲートを導入している庁舎に勤務する国家公務員が保有するマイナンバーカードのICチップの空き領域に、国家公務員身分証明書の情報が搭載されている。このマイナンバーカード（国家公務員身分証ICカード）があれば、管区警察局など、自治体の機関と庁舎を共有している場合等を除いて、ほぼ全ての国の行政機関の庁舎に入館が可能。マイナンバーカードの顔写真欄と氏名欄が外から見えるように切り抜かれたマスキングカードを、マイナンバーカードの上に重ねて、富士フイルム製のカードケースに格納することで、国家公務員身分証として機能する。マスキングカードには、所属する省庁名のほか、なりすまし防止のため署名欄に氏名を直筆で記載する必要がある。このシステムは勤怠・入退館管理などに使われる。外務省、法務省、内閣官房、警察庁は、2022年度ごろまで、身分証としてマイナンバーカードを使用していなかったが、2023年春頃から使用するようになっている。また、2023年春から、独立行政法人統計センターも、マイナンバーカードを身分証として使用している。
宮城県でも県職員の入館管理に使用されている。他に、高知県など。

### 空き領域の民間利用
各種の用途で、民間企業等による空き領域活用が認められている。利用には大臣告示が必要。
- 建物・事務所への入退館管理、端末等の利用権限管理 - TKC[699][700]、日本電気[701][702]、NTTコミュニケーションズ[703][704]、NTTデータ[705]、イツモスマイル[706]、構造計画研究所[707][708]
- 交通機関決済のための乗降管理 - TOPPANエッジ[707][708]
- 地域医療介護の包括支援 - 鹿児島地域医療介護ネットワーク[706]

## デジタル認証アプリ
マイナンバーカードの、主に利用者証明用電子証明書を用いた本人確認を実施するもの。